# Fundáta
Fundáta (románul: Fundata, németül: Fundatten) falu Romániában, Erdélyben.

## Fekvése
Szórt település Brassótól negyven kilométerre délnyugatra, Erdély határán, a Bucsecs-hegységben, a Törcsvári-hágó felett. Az egyik legmagasabban fekvő település Romániában.

## Története
Először 1713-ban említették, mindössze négy családfővel. Törcsvár vidéki román pásztorfaluként előbb Brassóból igazgatták, 1863-tól Fogarasvidékhez, majd Fogaras vármegyéhez tartozott. 1771-ben 32 lakott és kilenc elhagyott házból állt. 1840-ben ide, a Roia nevű határrészbe helyezték át a karantént Törcsvárról. 1879–80-ban közmunkával megépült a Törcsvárról a Giuvala-hágón át az akkori Romániába átvezető út. Lakói a 19. század végén 2444 juhot tartottak. 1900 utánig helyben készítették a fapálcikákat a brassói gyufagyár számára. Mai határának egy része 1918 előtt is Romániához tartozott. 2010. július 26-án a község területén zuhant le egy katonai szállítóhelikopter, a fedélzetén hat izraeli tiszttel és egy román századossal. A nyilvánosság a katasztrófa nyomán szerzett először tudomást a román–izraeli katonai együttműködésről.
1850-ben 776 ortodox román lakosa volt. 2002-ben 526 ortodox vallású lakosából 525 volt román nemzetiségű.

## Nevezetességek
- Elsősorban füstölt sajtjáról és fenyőfakéregbe csomagolt tömlős túrójáról nevezetes.
- Ortodox temploma 1843-ban épült, a legenda szerint a helybeli Moise Gavenescu költségén, aki eredetileg szegény ember volt, de miután egy arannyal teli hordócskára bukkant, boltot nyitott és nagy vagyont gyűjtött. A templommal kívánta megköszönni Istennek, hogy kisegítette a szegénységből.